# Dziewanna pospolita
Dziewanna pospolita (Verbascum nigrum L.) – gatunek rośliny należący do rodziny trędownikowatych. Występuje w Europie oraz na Syberii. W Polsce jest pospolity na całym niżu i w niższych położeniach górskich.

## Morfologia

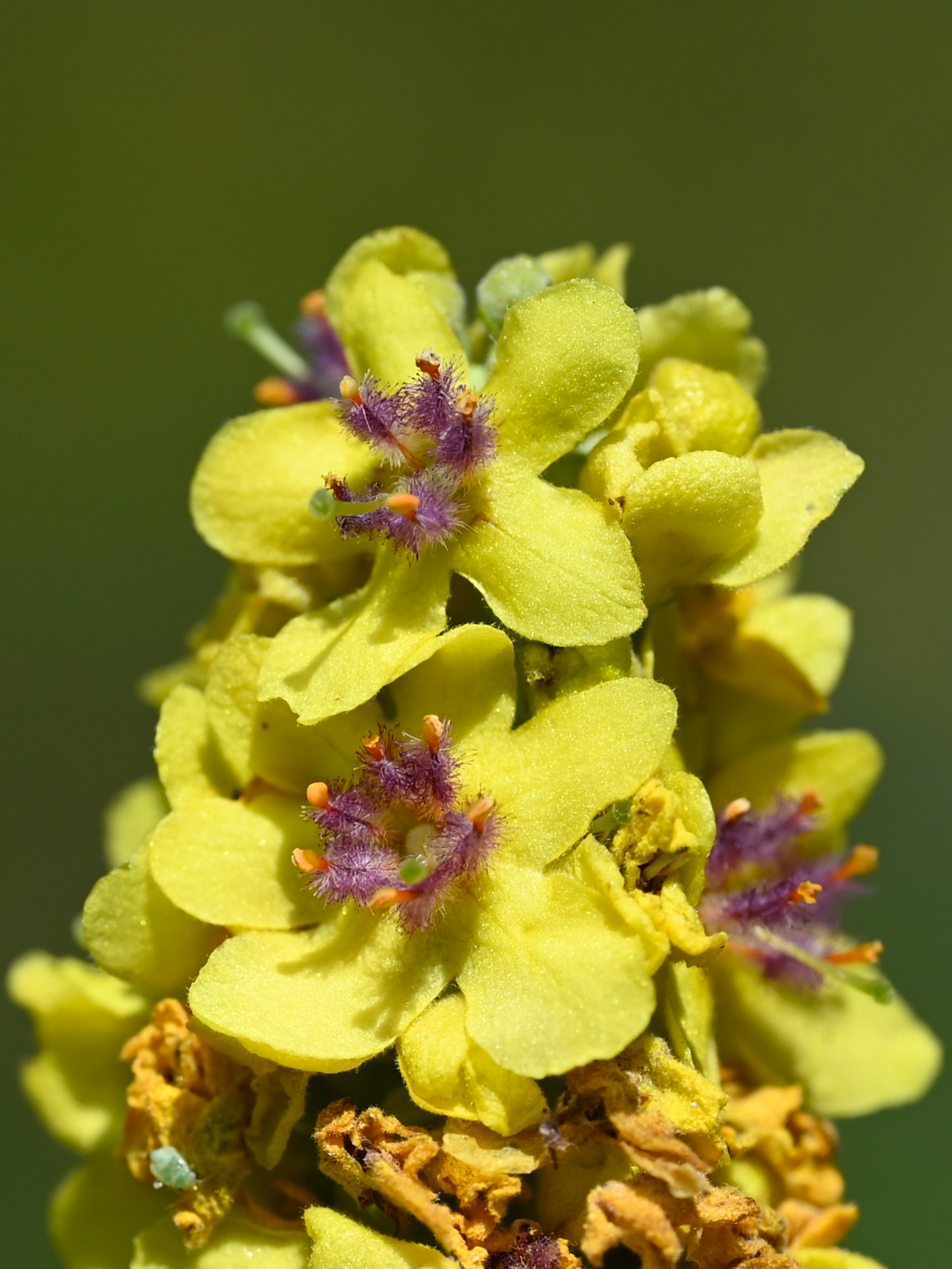
Kwiaty dziewanny pospolitej

ŁodygaWzniesiona, pojedyncza, dołem niemal obła,  górą kanciasta, o wysokości 30-100 cm.
LiścieUlistnienie skrętoległe. Liście jajowate, dolne obejmujące sercowatą nasadą łodygę. Na górnej stronie słabo owłosione, na spodniej pokryte szarym kutnerem o gwiazdkowatych włoskach.
KwiatyZebrane w górnej części łodygi w grono przypominające kłos. Kwiaty żółte z czerwoną plamą u nasady, wyrastające pęczkami w kątach podsadek z podkwiatkiem. Kielich pokryty gwiazdkowatymi włoskami, korona o średnicy 1.5-2,5 cm, 5-krotna, kółkowa.  Wewnątrz 5 purpurowo-fioletowo owłosionych pręcików z nerkowatymi pylnikami. Roślina kwitnie od czerwca do września, jest owadopylna.
OwocJajowata torebka z drobnymi nasionami rozsiewanymi przez wiatr.

## Biologia i ekologia
Roślina dwuletnia, hemikryptofit. Siedliska ruderalne; przydroża, nasypy kolejowe, rumowiska. W uprawach rolnych jest chwastem. Preferuje gleby piaszczysto-kamieniste i ubogie w wapń. W klasyfikacji zbiorowisk roślinnych gatunek charakterystyczny dla All. Atropion belladonnae i Ass. Verbasco-Epilobietum.

## Zmienność
Tworzy mieszańce z dziewanną kutnerowatą, dz. firletkową i in..

## Zastosowanie
Uprawiana jako roślina ozdobna. Nadaje się na rabaty. Strefy mrozoodporności 5-10, źle toleruje mokre zimy. Wymaga słonecznego lub nieco tylko zacienionego stanowiska i przepuszczalnych gleb. Rozmnaża się przez nasiona wysiewane wiosną lub późnym latem (zaraz po zbiorze). Można też późną jesienią dzielić rozrośnięte kępy.